# Angarsk

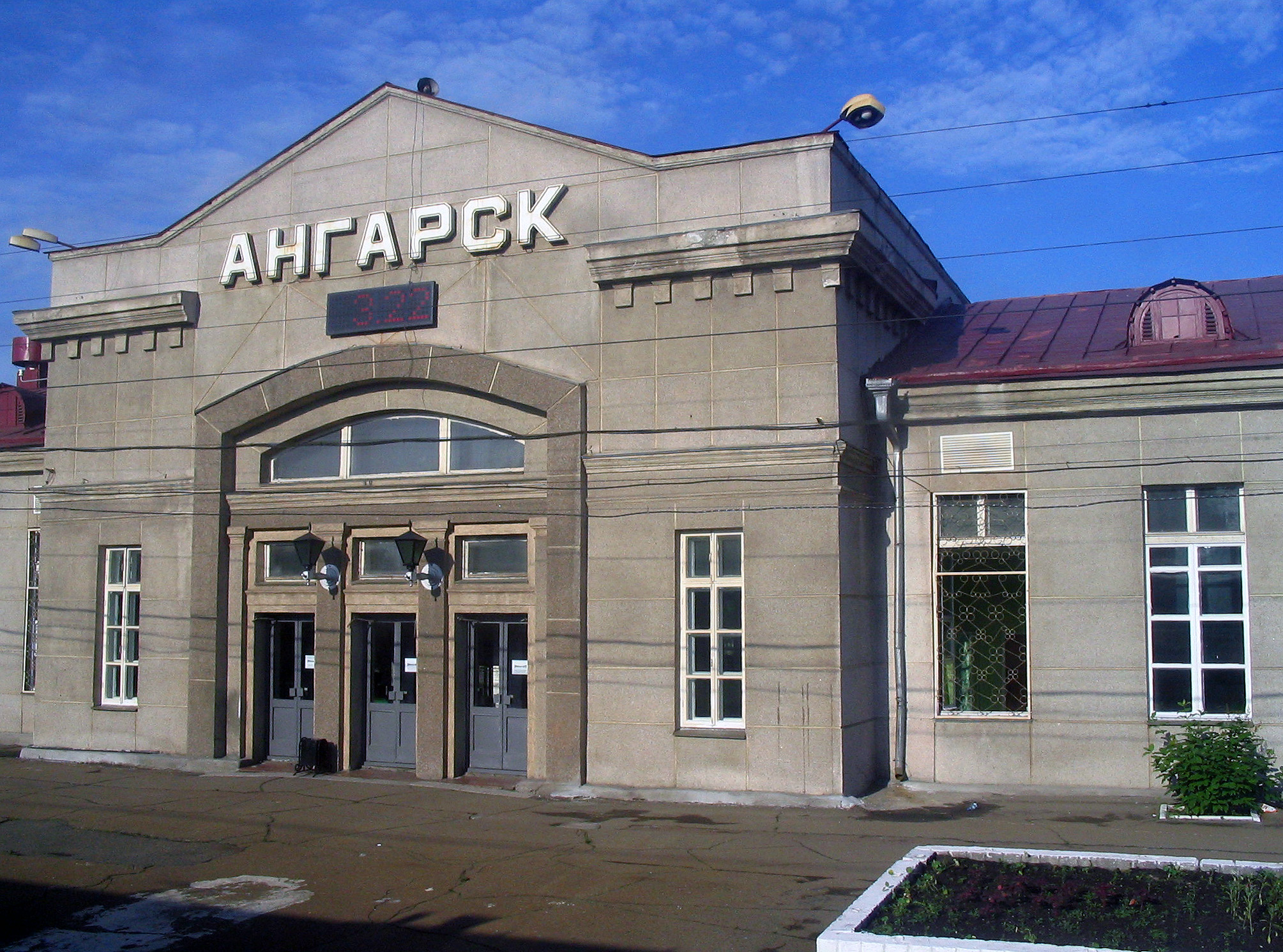
Spoorwegstation van Angarsk aan de Trans-Siberische spoorlijn

Angarsk (Russisch: Ангарск) is een stad in de Russische oblast Irkoetsk op 46 kilometer ten noordwesten van Irkoetsk en 5150 kilometer ten oosten van Moskou in de Irkoetsk-Tsjeremkovovlakte aan de samenloop van de rivieren Kitoj en de Angara. De stad heeft een eigen luchthaven.

## Geschiedenis
De plaats werd gesticht in 1946 als de geplande nederzetting (posjolok) Angarski bij de ontwikkeling van het industriegebied Angarsk-Tsjeremchovo, dat bij de stichting het grootste industriegebied van Azië werd genoemd. In 1947 werden de fundamenten gelegd voor gebouwen voor de eerste 30.000 inwoners van de toekomstige nederzetting met stedelijk karakter, hetgeen al snel veel te weinig bleek te zijn door de enorme groei van een groot aantal industrieën in het gebied. In rap tempo werd daarop een complete stad uit de grond gestampt. Er werd een elektriciteitscentrale gebouwd voor de energievoorziening en wegen en bedrijven werden gebouwd. Op 30 mei 1951, vijf jaar na de stichting, kreeg de plaats al de status van stad en werd hernoemd tot Angarsk. Acht jaar later woonden er al 134.000 mensen.
In de periode van Stalin en daarna was er het Goelagkamp Kitoj-ITL gevestigd (van april 1947 tot in ieder geval 1960), waar tot 59.000 gevangen gelijktijdig ingezet werden in de bouw van een aardolieverwerkend kombinaat en andere industriële bedrijven, in de bouw van woningen en wegen, in diverse industrieën, in de landbouw en de houtbouw. De petrochemische industrie ontstond na de Tweede Wereldoorlog op basis van uit Duitsland meegenomen installaties voor de destillatie van gassen in het kader van de herstelbetalingen voor de geleden schade.
Tijdens de perestrojka werden mutsen geproduceerd en verkocht van de huiden van tarbaganen (Marmota sibirica) en nertsen, die erg populair waren in de late Sovjet-Unie. Voor het succes hiervan was een monument gepland gewijd aan de Mongoolse tarbagan, dat er uiteindelijk niet kwam. Wel werd in september 2005 in een van de parken een monument gewijd aan de marmot.
Na de val van de Sovjet-Unie werd de stad getroffen door de economische crises van de jaren 90 en de problemen die gepaard gingen met de massale privatiseringen van die tijd. Het bevolkingsaantal is sinds die tijd gedaald, waardoor het nu haar positie als tweede stad van de oblast heeft moeten prijsgeven aan Bratsk. De stad heeft geen eigen stadsdistrict (ondergeschikt aan district Angarski), maar er in 2006 waren er wel plannen om de stad onder directe jurisdictie van de oblast te plaatsen. In april 2006 stemde de bevolking middels een referendum voor de bestuurlijke samenvoeging van de posjoloks Meget en Savvatejevka en de selo Odinsk met de stad. In mei 2006 deed gouverneur Aleksandr Tisjanin een voorstel om Angarsk bestuurlijk samen te voegen met de steden Irkoetsk en Sjelechov en nog een aantal andere plaatsen.
In 2005 won Angarsk de eerste prijs in de Russische wedstrijd voor het beste tempo van de ontwikkeling van publieke voorzieningen.

## Economie, transport en openbaar vervoer
Angarsks grootste economische sectoren worden gevormd door de olie-industrie, machinebouw, metaalbewerking, houtverwerking, chemische industrie en petrochemische industrie. Daarnaast staat er een grote naaifabriek en zijn er onder andere fabrieken voor de voedselvoorziening en de cementproductie.
Bij Angarsk ligt het militair-industrieel complex Elektrolyse- en chemische kombinaat van Angarsk dat eind jaren 50 werd gesticht voor de productie van sterk verrijkt uranium (HEU) voor het atoomprogramma van de Sovjet-Unie. Deze verrijkingsfabriek bereikte in 1964 haar grootste capaciteit en zou in die tijd de meest efficiënte verrijkingsfabriek van de Unie zijn geweest. Er werd waarschijnlijk nooit HEU geproduceerd, maar alleen gedeeltelijk verrijkt uranium, dat voor verdere verrijking naar andere installaties gestuurd werd. In 2007 kwam het Nederlandse bedrijf Urenco in het nieuws vanwege het feit dat kernafval vanuit Urenco bij onder andere deze fabriek terechtkwam, waar het wordt opgeslagen voor onbepaalde tijd.
De stad is verbonden met de rest van Rusland door de Trans-Siberische spoorlijn. Het openbaar vervoer in de stad wordt onder andere verzorgd door het trambedrijf van Angarsk (Ангарский трамвай).

## Bevolking en cultuur
| 1959    | 1970    | 1979    | 1989    | 2002    | 2005    | 2010    | 2015    |
| ------- | ------- | ------- | ------- | ------- | ------- | ------- | ------- |
| 134.400 | 203.000 | 238.800 | 265.800 | 247.100 | 247.900 | 233.600 | 227.500 |

In Angarsk bevinden zich het Museum voor Klokken en Horloges en de Staatstechnologische Academie van Angarsk. Sinds 2007 is er ook een ijshockeystadion, Jermak Arena, dat plaats biedt aan 3000 toeschouwers.

## Geboren
- Irina Belova (27 maart 1968), meerkampster
- Maria Konovalova (14 augustus 1974), atlete
- Jevgeni Lalenkov (16 februari 1981), schaatser